# Murphy Holloway
Murphy McQuite Holloway (West Columbia, Carolina del Sur, 24 de abril de 1990) es un jugador de baloncesto estadounidense que actualmente pertenece a la plantilla del s.Oliver Baskets de la Basketball Bundesliga. Con 2,01 metros de altura juega en la posición de ala-pívot.

## Escuela secundaria
Se formó en el Dutch Fork High School, situado en Irmo, Carolina del Sur, siendo entrenado por Leon Hogan. Como junior promedió 25 puntos y 13 rebotes y como senior promedió 28 puntos, 15 rebotes y 4 tapones. Fue nombrado MVP del torneo del estado tras llevar a los Silver Foxes a las semifinales y hacer unos números en ese partido de 32 puntos, 12 rebotes y 10 tapones (sexto triple-doble de la temporada).
Fue seleccionado para disputar el Carolina del Norte-Carolina del Sur All-Star Game. Como senior fue nombrado jugador del año Carolina del Sur Gatorade , jugador del año 4A y Carolina del Sur Mr.Basketball. Fue clasificado como el reclutamiento nº 63 de la nación por ESPN/Scouts y el nº 67 por Scout.com.
Es el mayor anotador de la historia de Dutch Fork High School con 1,487 puntos. En el verano de 2007 disputó el Nike Global Challenge (5 partidos con un promedio de 7,4 puntos (50 % en tiros de campo), 3,6 rebotes, 1,2 asistencias y 1,4 robos en 18,1 min de media).

## Universidad
Tras graduarse en 2008, se unió a la Universidad de Misisipi, situada en Oxford, Misisipi, donde estuvo dos años (2008-2010) antes de ser transferido a la Universidad de Carolina del Sur, situada en Columbia, Carolina del Sur, donde estuvo un año (2010-2011), pero sin disputar ningún partido. Fue transferido de vuelta al término de la temporada a la Universidad de Misisipi, donde pasó sus dos últimos años (2011-2013).

### Ole Miss

#### 2008-2009
En su primera temporada, su año freshman (2008-2009), jugó 31 partidos (17 como titular) con los Rebels con un promedio de 8,4 puntos (55,1 % en tiros de 2), 6,6 rebotes y 1,2 robos en 22 min. Fue el máximo reboteador del equipo, el 1.º en robos (36) y mates (16) y tuvo el mejor % de tiros de campo (54,8 %).
Hizo 6 dobles-dobles a lo largo de la temporada (7.º con más dobles-dobles en la Southeastern Conference y 2.º freshman con más dobles-dobles de la conferencia). Tuvo el mejor % de tiros de campo de los freshman de la Southeastern Conference, siendo el 3.º máximo reboteador freshman de la conferencia. En los partidos de conferencia, fue el 9.º máximo reboteador y el 3.º máximo reboteador freshman con 7,4 rebotes por partido. Anotó 10 o más puntos en 14 ocasiones, liderando al equipo en rebotes 14 veces. Hizo dobles-dobles en 5 de los últimos 7 partidos de la temporada.
Fue nombrado freshman de la semana de la Southeastern Conference tras hacer doble-doble en las victorias contra los Tennessee Volunteers (18 puntos (máxima de la temporada y 13 rebotes) y los Georgia Bulldogs (12 puntos y 10 rebotes). Tuvo 5 partidos anotando 10 o más puntos (entre el 3 de enero de 2009 y el 21 de enero de 2009). Su primer doble-doble de la temporada fue contra los Florida A&M Rattlers (16 rebotes (máxima de la temporada) y 15 puntos), siendo nombrado por 1.ª vez freshman de la semana de la Southeastern Conference. Robó 4 balones (máxima de la temporada) contra los Marshall Thundering Herd.
Finalizó la temporada en la Southeastern Conference con el 11.º mejor % de tiros de 2 y fue el 13.º máximo reboteador, el 20.º en robo por partido, el 5.º en rebotes ofensivos por partido (3) y 15.º en rebotes totales (205).

#### 2009-2010
En su segunda temporada, su año sophomore (2009-2010), jugó 34 partidos (30 como titular) con los Rebels con un promedio de 10,1 puntos (56 % en tiros de 2), 7,6 rebotes y 1,5 robos en 25,7 min. Fue el 1.º en mates (18) del equipo.
Hizo 8 dobles-dobles a lo largo de la temporada (6.º con más dobles-dobles en la Southeastern Conference). En los partidos de conferencia, fue el 5.º máximo reboteador (8,1) y el 4.º en robos (1,7). Lideró al equipo en rebotes en 18 ocasiones y en anotación en 3. Se quedó cerca de hacer doble-doble en cada uno de los últimos 11 partidos de la temporada.
Cogió 11 rebotes, robó 6 balones (máxima de su carrera universitaria) y puso 3 tapones contra los Arkansas Razorbacks. Sus 6 robos son el mayor nº de robos en un partido de un jugador de la universidad en esa temporada y el 6.º mayor nº de robos de la historia de la universidad. Anotó 15 puntos y cogió 20 rebotes contra los Auburn Tigers. Esos 20 rebotes son el mayor nº de rebotes de un Rebel desde 1975 y el mayor nº de rebotes de la temporada. Metió 26 puntos (máxima de su carrera universitaria; 12-18 en tiros de campo) y atrapó 7 rebotes contra los Indiana Hoosiers en Puerto Rico.
Finalizó la temporada en la Southeastern Conference con el 11.º mejor % de tiros de 2 y fue el 5.º máximo reboteador, el 8.º en robos, el 13.º en tiros de 2 anotados (150), el 7.º en rebotes ofensivos totales (91) y rebotes defensivos totales (168) y el 6.º en rebotes totales (259) y en robos totales (50).

### South Carolina
Fue transferido a los South Carolina Gamecocks en mayo de 2010.
Fue red-shirt, y por tanto se pasó toda la temporada 2010-2011 sin jugar, debido a las normas al cambiarse de universidad de la División I de la NCAA.
Decidió regresar a los Ole Miss Rebels en junio de 2011-

### Vuelta a Ole Miss

#### 2011-2012
En su tercera temporada, su año junior (2011-2012) ya de vuelta en Misisipi, jugó 31 partidos (30 como titular) con los Rebels con un promedio de 11,2 puntos (51,4 % en tiros de 2), 9 rebotes, 1,4 asistencias y 1,6 robos en 31,8 min. Fue el 1.º en robos y min por partido del equipo y el 2.º en mates (33). Fue seleccionado en el segundo mejor quinteto de la Southeastern Conference por Blue Ribbon Yearbook y recibió una mención honorable Southeastern Conference por Associated Press.
Es el 2.º Rebel desde 1980 en promediar 9 o más rebotes por partido durante una temporada entera. Fue el 3.º en la Southeastern Conference en dobles-dobles (11). En los partidos de conferencia, fue el 18.º máximo anotador (12 puntos por partido), el 4.º máximo reboteador (8,3 rebotes por partido) y el 13.º en robos (1,3 robos por partido). Tuvo un 51,5 % en tiros de campo (143-280). Ole Miss tuvo un récord de 19-11 cuando Holloway jugaba todo el partido.
Fue el máximo reboteador del equipo en 19 ocasiones y el máximo anotador en 4. Anotó 20 o más puntos en 2 partidos. Fue nombrado jugador de la semana de la Southeastern Conference tras ayudar a los Rebels a ganar a los TCU Horned Frogs (20 puntos) y a los Miami Hurricanes (17 rebotes (máxima de la temporada) y 13 puntos). Cogió 10 o más rebotes en los 3 partidos del torneo de la Southeastern Conference. Robó 5 balones (máxima de la temporada) contra los Penn State Nittany Lions.
Finalizó la temporada en la Southeastern Conference con el 17.º mejor % de tiros de 2 y fue el 24.º máximo anotador, el 3.º máximo reboteador (48.º de toda la División I de la NCAA), el 6.º en robos, el 21.º en tiros de campo anotados, el 9.º en tiros de 2 anotados y en rebotes ofensivos totales (94), el 5.º en rebotes defensivos totales (185), el 4.º en rebotes totales (279), el 9.º en robos totales (50) y el 13.º en min por partido.
En el verano de 2012 asistió al Amare Stoudemire Skills Academy.

#### 2012-2013
En su cuarta y última temporada, su año senior (2012-2013), jugó 36 partidos (récord de más partidos en una temporada de la universidad) (35 como titular) con los Rebels con un promedio de 14,5 puntos (56,5 % en tiros de 2), 9,7 rebotes, 1,3 asistencias y 1,6 robos en 31,4 min. Fue el 1.º en robos y el máximo reboteador del equipo. Fue seleccionado en el mejor quinteto de la Southeastern Conference por Blue Ribbon Yearbook, en el segundo mejor quinteto de la Southeastern Conference por Associated Press y por los entrenadores y en el mejor quinteto del Diamond Head Classic. Fueron co-campeones de la Southeastern Conference y campeones del torneo de la Southeastern Conference.
Acabó la temporada con 350 rebotes (mayor nº de rebotes en una temporada de un jugador de la universidad). Se convirtió en el 1.º Rebel desde 1980 en promediar 9 o más rebotes en dos temporadas consecutivas. Fue el 1.º de la Southeastern Conference y el 20.º de la nación en dobles-dobles (14). En los partidos de conferencia, tuvo el 2.º mejor % de tiros de campo (53,2 %) y fue el 3.º máximo reboteador (8,6), el 10.º máximo anotador (13,8) y el 10.º en robos por partido (1,6). Anotó 10 o más puntos en 31 ocasiones, incluyendo 16 partidos con 10 o más rebotes. Fue el máximo reboteador del equipo 27 veces y el máximo anotador 8. Metió 20 o más puntos en 5 partidos.
Anotó 22 puntos, cogió 19 rebotes (máxima de la temporada) y robó 5 balones contra los Mississippi State Bulldogs, el 2 de marzo de 2013. Anotó 24 puntos (máxima de la temporada; 9-12 en tiros de campo) en la victoria contra los Michigan State Spartans, el 6 de febrero de 2013. Hizo un doble-doble (17 puntos y 15 rebotes) en la victoria contra los Rutgers Scarlet Knights, el 1 de diciembre de 2012. Hizo doble-doble en 3 partidos seguidos (Loyola Marymount Lions (16 puntos y 14 rebotes), Indiana State Sycamores (16 puntos y 13 rebotes) y los San Francisco Dons con 23 puntos y 16 rebotes). El 26 de noviembre de 2012, fue nombrado jugador de la semana de la Southeastern Conference tras ayudar a los Rebels a ganar a los Lipscomb Bisons (23 puntos y 8 rebotes) y a los McNeese State Cowboys (15 puntos y 9 rebotes).
Finalizó la temporada en la Southeastern Conference con el mejor % de tiros de campo (55,6 %) (30.º de toda la División I de la NCAA) y el 11.º mejor % de tiros de 2 y fue el máximo reboteador, el 8.º máximo anotador, el 10.º en robos, el 9.º en partidos jugados, el 5.º en min totales disputados (1,131), el 1.º en tiros de campo anotados (214) y en tiros de 2 anotados (213), el 12.º en tiros libres anotados (93), el 2.º en rebotes ofensivos totales (126), el 1.º en rebotes defensivos totales (224),, el 1.º en rebotes totales (30.º de toda la División I de la NCAA), el 6.º en robos totales (58), el 4.º en puntos totales (522) y el 13.º en min por partido.
En 2013, disputó el Reese's College All-Star Game (4 puntos (2-9 en tiros de 2), 2 rebotes, 1 asistencia y 1 robo en 14 min) y el Portsmouth Invitational Tournament (2 partidos con un promedio de 9,5 puntos, 5,5 rebotes, 1 asistencia y 1,5 robos en 23 min de media).

#### Promedios
Disputó un total de 132 partidos (112 como titular) con los Ole Miss Rebels entre las cuatro temporadas, promediando 11,1 puntos (54,4 % en tiros de campo y 54,9 % en tiros de 2), 8,2 rebotes, 1 asistencia y 1,4 robos en 27,8 min de media.
Es el máximo reboteador de la historia de los Rebels (1,093 rebotes) y el único jugador de la historia de la Southeastern Conference en superar los 1,400 puntos (1,476), 1,000 rebotes y 190 robos (194). Es el 2.º jugador con más dobles-dobles (39) de la historia de la universidad. También finalizó su etapa en la universidad como el 2.º en robos y en partidos jugados, el 8.º mejor % de tiros de campo y el 9.º en tapones (76).
Cerró su periplo universitario en la Southeastern Conference con el 17.º mejor % de tiros de campo y el 66.º mejor % de tiros de 2 y como el 6.º máximo reboteador, el 66.º máximo anotador, el 3.º en rebotes totales, el 5.º en tiros de 2 anotados (614), el 19.º en tiros de campo anotados (615), el 26.º en robos totales, el 52.º en partidos jugados y el 53.º en puntos totales.

## Trayectoria profesional

### Tüyap Büyükçekmece Basketbol Kulübü
Tras no ser elegido en el Draft de la NBA de 2013, fichó por el Tüyap Büyükçekmece Basketbol Kulübü de la Türkiye 2. Basketbol Ligi (2.ª división turca por entonces, ahora 3.ª división) para la temporada 2013-2014, pero no llegó a debutar.

### Ironi Kiryat Ata B.C.
Vivió su primera experiencia como profesional en 2014, en las filas del Ironi Kiryat Ata B.C. de la National League (2.ª división israelí).
Disputó 3 partidos de liga con el conjunto de Kiryat Atta, promediando 19 puntos (66,7 % en triples), 13,7 rebotes, 1,7 robos y 1,3 tapones en 31,7 min de media.

### Hapoel Kfar Saba/Kohav Yair
Acabó la temporada 2013-2014 en las filas del Hapoel Kfar Saba/Kohav Yair israelí, también de la National League.
Disputó 14 partidos de liga con el cuadro de Kfar Saba, promediando 21,6 puntos (58,7 % en tiros de campo), 10,5 rebotes, 1,3 asistencias, 2,4 robos y 1 tapón en 33,6 min de media.
Finalizó la temporada en la National League como el 4.º máximo anotador, el 3.º máximo reboteador, el 6.º en robos y el 4.º máximo taponador.

### Pallacanestro Trieste 2004
Firmó para la temporada 2014-2015 por el Pallacanestro Trieste 2004 de la Serie A2 (2.ª división italiana). Fue seleccionado para el All-Star Game de la Serie A2 (18 puntos (9-10 en tiros de 2), 11 rebotes, 3 robos y 6 asistencias en 22 min).
Disputó 26 partidos de liga y 8 de play-offs con el conjunto de Trieste, promediando en liga 17,3 puntos (56 % en tiros de 2), 10,7 rebotes, 1,5 asistencias, 1,5 robos y 1,7 tapones en 30,1 min de media, mientras que en play-offs promedió 16 puntos (64 % en tiros libres), 12,4 rebotes, 2,1 asistencias, 2 robos y 1 tapón en 33,1 min de media.

### Cholet Basket
El 1 de julio de 2015, el Cholet Basket francés, anunció su fichaje para la temporada 2015-2016.
Disputó 31 partidos de liga con el cuadro de Cholet, promediando 13,1 puntos (59,4 % en tiros de 2), 6,7 rebotes, 1,3 asistencias y 1,1 robos en 25,8 min de media.

### s.Oliver Baskets
El 11 de febrero de 2021, firma por el s.Oliver Baskets de la Basketball Bundesliga.